# Lluís Llagostera i Casadevall
Lluís Llagostera i Casadevall (Manlleu, Osona, 1800 - Saint-Trivier-de-Courtes, França, 11 de gener del 1844) va ser un comandament carlí de la primera guerra carlina i home de confiança del general Ramon Cabrera.
El 1821 va entrar a files dels reialistes catalans del baró d'Eroles i va arribar a ser tinent coronel. Acabada la guerra fou reclassificat com a tinent de cavalleria i serví al batalló de Bailen. Ascendit a capità, s'escapà de Lleida el 1834 amb el capellà del batalló per a ingressar a les files carlines de Quílez i Carnicer. Serví més tard a les ordres de Cabrera fins al final de la primera guerra, moment en què hagué de refugiar-se a França amb la seva família i de viure amb grans penúries econòmiques fins a morir el 1844.